# زالبوا

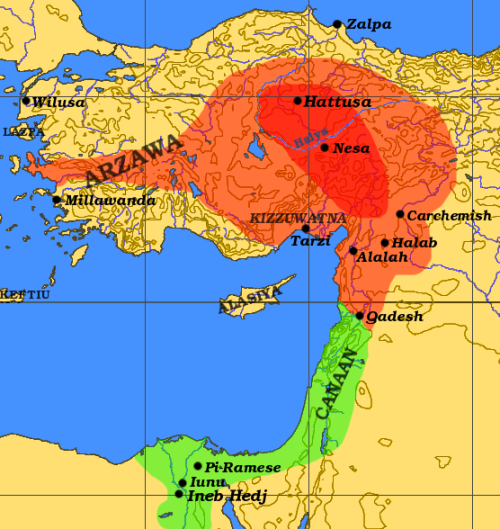
تظهر خريطة الإمبراطورية الحيثية «زالبا البحر الأسود» في الشمال. وتقع «زالبا حوليات خاتوشيلي الأول» في تيلمن هويوك، حوالي 90 كيلومترا إلى الشمال الشرقي من ألالاخ

كانت زالبوا (بالإنجليزية: Zalpuwa) (أو زالبا (بالإنجليزية: Zalpa)) مدينة لم يتم اكتشافها بعد من العصر البرونزي في الأناضول في حوالي القرن السابع عشر قبل الميلاد. يُعرف تاريخها إلى حد كبير من إعلان أنيتا، فهرس النصوص الحيثية 1. ولكن تم تحديد زالبا (بالإنجليزية: Zalpa) المذكورة في حوليات خاتوشيلي I ، CTH 13، بشبه الإجماع باسم تيلمن هويوك (بالإنجليزية: Tilmen Höyük)، في وادي نهر قره صو جنوب جبال طوروس من قبل الحفريات الأخيرة لجامعة توبنغن وجامعة شيكاغو.

## التحديد المبكر لزالبا القريبة من البحر الأسود
كانت زالبوا بالقرب من «بحر زالبا». وكانت الإطار المكاني لأسطورة قديمة عن ملكة كانيش، والتي إما تم ب أو ترجمتها إلى اللغة الحورية:
"ولدت [ملكة] كانيش ذات مرة ثلاثين ابناً في عام واحد. فقالت (؟): «يا له من حشد هذا الذي ولدت [ه]!» قامت بسد سلال من الدهن، ووضع أبنائها فيها، وأطلقتهم في النهر، فأوصلهم النهر إلى البحر في أرض زالبوا، ثم أخذتهم الآلهة من البحر وربتهم. بعد مرور عدة سنوات، أنجبت الملكة مرة أخرى، وكانو هذه المرة ثلاثين فتاة، وقامت بتربيتهم بنفسها هذه المرة».
يصب النهر في كانيش (ساريمساكلي دجايي) في البحر الأسود وليس (على سبيل المثال) في بحيرة توز. تم ذكر «زالبوا» إلى جانب نيريك في صلاة الملك الحيثي أرنوواندا الأول. كانت نيريك مدينة ناطقة بلغة حاثية سقطت في أيدي الكاسكيين في زمن أرنواندا الأول. ذكر هذا الجزء من الصلاة أيضًا كاماما، التي كانت كاسكية في عهد أرنواندا الثاني. كان الاستنتاج حتى وقت قريب هو تحديد موقع زالبوا في منطقة من مدن حاثية في شمال وسط الأناضول: مثل نيريك وخاتوشا وربما شابينووا، ويُعتقد أن زالبوا تم تأسيسها من قبل الحاثيين، مثل جيرانها.
حوالي القرن السابع عشر قبل الميلاد، غزا أوهنا ملك زالبوا مدينة نيشا، وبعد ذلك حمل أهل زالبوا الإله «سيوس» في المدينة. في عهد الماك خوزيا، غزا أنيتا ملك نيشا، زالبوا. أَسَرَ الملك أنيتا الملك حوزيا، واستعاد الإله «سيوس» لصالح نيشا. بعد ذلك بوقت قصير، يبدو أن زالبوا قد أصبحت حيثية ثقافياً ولغويًا.
تشير صلاة أرنوواندا إلى أن زلبوا قد دمرها الكاسكيون، في نفس الوقت الذي سقطت فيه نيريك تحت سلطتهم في أوائل القرن الرابع عشر قبل الميلاد.
تم اقتراح إكيزتيبي على دلتا كيزيليرماك بالقرب من ساحل البحر الأسود كموقع محتمل لزالبوا.

## التحديد الجديد لزالبا
كانت مدينة زالبا تتساوي في السابق من قبل العلماء مع زالبوا في الأناضول، الواقعة إلى الشمال من خاتوشا بالقرب من البحر الأسود. لكن تم تحديد زالبا المذكورة في حوليات خاتوشيلي الأول بشبه الإجماع على أنها تيلمين هويوك (بالإنجليزية: Tilmen Höyük) في وادي نهر قره صو جنوب جبال طوروس والتي كان لها قصر ومعبد دُمرا بعنف قرب نهاية العصر البرونزي الوسيط الثاني. كانت تسمى زالبا شمال سوريا كان يسمى زالوار (بالإنجليزية: Zalwar) في النصوص البابلية القديمة. وصفت الألواح الطينية الحيثية والأكدية البطولات العسكرية للملك الحيثي خاتوشيلي الأول الذي حكم في الجزء الأخير من القرن السابع عشر قبل الميلاد الآن في فهرس النصوص الحيثية، تم التنقيب عنها في خاتوشا، عاصمة الحثيين.وذكرت هذه الألواح الطينية أن الملك دمر مدينة زالبا (مكتوبة ك«زا-ال-با» (بالإنجليزية: Za-al-pa) باللغة الحثية وك«زا-ال-با-ار» (بالإنجليزية: Za-al-ba-ar) في اللغة الأكدية).